# Pedro Ortiz
Pedro Ortiz, född 26 februari 1956, är en friidrottare från Colombia. Han deltog vid olympiska sommarspelen 1988.